# Качурін В'ячеслав Тимофійович

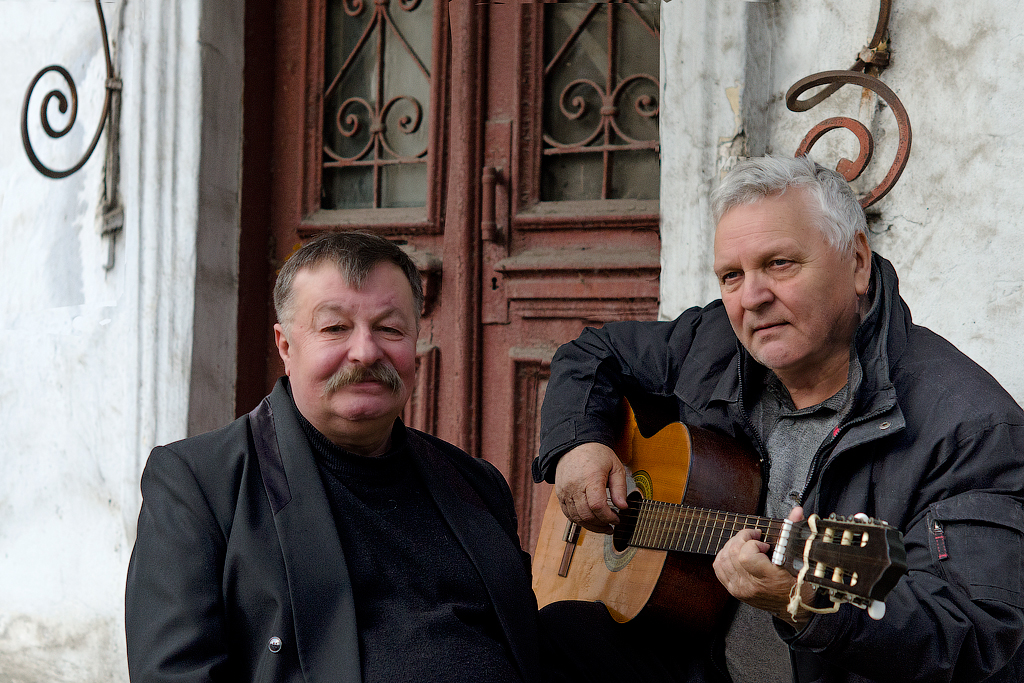
Д.Кремінь і В.Качурін

Качурін В'ячеслав Тимофійович (нар. 20 січня 1942 р.) — миколаївський російськомовний поет.

## Біографічні відомості
Качурін В'ячеслав Тимофійович народився 20 січня 1942 р. в селі Бик Романівського району (за іншими даними в селі Олексіївка Аркадацького району) Саратівської області, Росія в родині морського офіцера, яка згодом жила в різних місцях колишнього СРСР.
У 1959 році поступив на фізико-математичний факультет у педагогічному інституті в Комсомольську-на-Амурі. Закінчував навчання в Миколаївському педінституті, куди переїхала родина після демобілізації батька. В цей час з'являються і перші публікації поета. Після закінчення інституту працював у Криму і на Миколаївщині. Був призваний в армію, служив зв'язківцем на радіостанції середньої потужності. Під час служби почав займатися важкою атлетикою, став майстром спорту. Після демобілізації працював учителем і директором вечірньої школи на китобійній флотилії «Радянська Україна», де зняв фільм «Земля стоїть не на китах», за який отримав першу премію на Всесоюзному фестивалі.
Член Національних спілок письменників України (з 1975 р.) та Росії. Голова Миколаївської обласної організації НСПУ у 2000—2010 рр.. Голова Миколаївського відділення спілки письменників Росії.

## Творчість
Пише російською мовою. Автор двох десятків збірок поезій, в тому числі для дітей. Серед инх:
- «Утвеждение»,
- «Берег волны»,
- «Признание»,
- «Берег Вселенной»,
- «Адрес надежды»,
- «Ощущение времени»,
- «Дорога за город»,
- «Ходовые испытания»,
- «Линия судьбы»;

книжки для дітей:
- «Там, где полюс недалек»,
- «Перо альбатроса»,
- «Учебная тревога»,
- «Волшебные рельсы»,
- «Главный праздник»,
- «Я буду космонавтом».

З 1960-х років В'ячеслав Качурін виступає з концертами у жанрі авторської пісні, виконує пісні на свої вірші під гітару.

## Нагороди
- У 2007 році удостоєний звання «Городянин року» в номінації «Мистецтво».
- За книжку «Главный причал» (2008) одержав літературну премію ім. М. Ушакова.
- Лауреат премії імені Миколи Аркаса.
- 2011 року з нагоди 20-ї річниці Незалежності України В'ячеславу Качуріну присвоєно звання «Заслужений працівник культури України».